# Благовещенье (Сергиево-Посадский район)
Благовещенье — село в Сергиево-Посадском районе Московской области, в составе муниципального образования Городское поселение Сергиев Посад (до 29 ноября 2006 года входило в состав Мишутинского сельского округа)).

## Население
| 2002 | 2006 | 2010 |
| ---- | ---- | ---- |
| 11   | ↘8   | ↗10  |

## География
Благовещенье расположено примерно в 7 км (по шоссе)
 на запад от Сергиева Посада, на водоразделе истоков рек Кончура (правый приток Торгоши) и Пажа (левый приток Вори), высота центра села над уровнем моря — 247 м.
На 2016 год в Благовещенье зарегистрировано 14 садовых товариществ, село связано автобусным сообщением с райцентром и соседними населёнными пунктами (остановка Кладбище). 
Церковь Благовещения Пресвятой Богородицы в селе Благовещенье известна с XV века. Деревянное одноглавое здание, с трапезной и шатровой колокольней, построено в середине XVII века, несколько раз перестраивалось. В 1970-х годах разобрано, с целью переборки, не было восстановлено. В середине 2000-х годов храм выстроен вновь, действует.